# Karl Heldmann (Jurist)

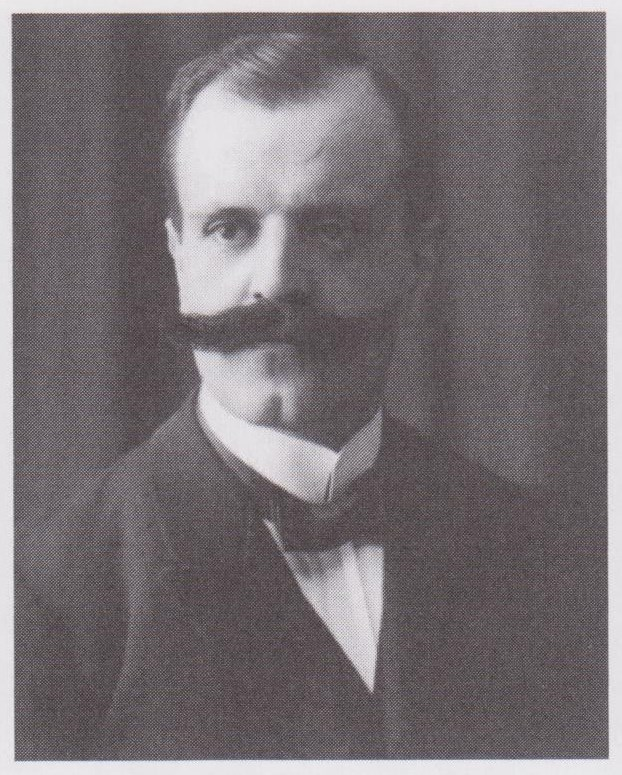
Karl Heldmann

Karl Heldmann (* 22. Februar 1872 in Hohenhausen; † 5. November 1914 bei Moorslede, Belgien) war ein deutscher Jurist und Politiker.

## Leben
Aus einer alten Lemgoer Familie stammend, studierte Heldmann nach dem Besuch des Gymnasiums in Detmold Rechtswissenschaften in Marburg und Göttingen. Während seines Studiums war er 1890 bis 1892 Mitglied der Burschenschaft Alemannia Marburg. Nach seinem Studium wurde er Erster Ratsherr der Stadtverwaltung in Detmold. Im August 1900 wurde er Bürgermeister in Salzuflen und war dann von 1906 bis 1914 Bürgermeister in Eckernförde. Im Ersten Weltkrieg nahm er als Oberleutnant im Reserve-Infanterie-Regiment Nr. 3 an den Kämpfen in Flandern teil, wo er fiel.

## Ehrungen
- Bürgermeister-Heldmann-Straße in Eckernförde
- Heldmannstraße (bis 1938 Bredener Straße) in Bad Salzuflen-Schötmar